# سفیدآب (محوطه باستانی)
سفید آب یک محوطه تاریخی و باستان‌شناسی در مرکز ایران است که نخستین شواهد شناخته‌شده دوران پارینه‌سنگی زبرین در منطقه در آن یافت شده است. 
در محدوده سفید آب چشمه‌ای قدیمی وجود دارد که در پارینه‌سنگی بالایی منبع مهم آب در منطقه خشک کاشان طی پلیستوسن بوده است. ابزارهای سنگی یافت‌شده دارای ویژگی‌های فرهنگ برادوستی بوده و با ابزارهای دوران پارینه‌سنگی زبرین در منطقه زاگرس شباهت دارد.